# 컴뱃암즈
컴뱃암즈는 넥슨에서 개발하고 넥슨 코리아에서 서비스 하고 있는 FPS 게임이다.
현재 다른 나라에서도 많은 유저들에게 사랑받고있는 게임이다. 북미,유럽(이하 넥슨),남미(레벨업),러시아(기타) 등지에서 라이트 FPS로 각광받고 있다. 하지만 국내 컴뱃암즈의 경우 평균 동시접속자 수 200명에 불과한 작은 매니아층 게임이다.
다른 FPS 게임과 다르게 리스폰 시간이 짧고, 백팩 기능이 있어 주무기를 비롯해 원하는 무기를 2개이상 소지할 수 있는 특징이 있다.
이것 뿐만이 아니라, 총기마다 스코프(조준경), 매거진(탄창), 사일렌서(소음기)를 개인의 입맛대로 개조할 수 있는 튜닝시스템도 매력적이다. 또한, 스프린트(대쉬)기능이 있어, 박진감 넘치는 전투에 임하기에 완벽하다 게다가 그래픽도 다른게임 보다 좋다.
2017년 3월 9일 오전 10시 2분 서비스가 종료되며 아쉽게 막을 내렸다.